# Lauenförde
Lauenförde is een gemeente in de Duitse deelstaat Nedersaksen. De gemeente maakt deel uit van de Samtgemeinde Boffzen in het Landkreis Holzminden. Lauenförde telt 2.339 inwoners.
Lauenförde is de meest zuidelijke van de vier deelgemeentes van de Samtgemeinde Boffzen. Tot Lauenförde behoort ook het circa 5 km noordwaarts gelegen dorpje Meinbrexen, dat evenals Lauenförde zelf aan de oostoever van de Wezer ligt.

## Geografie, infrastructuur

Ligging Lauenförde binnen de Kreis Holzminden
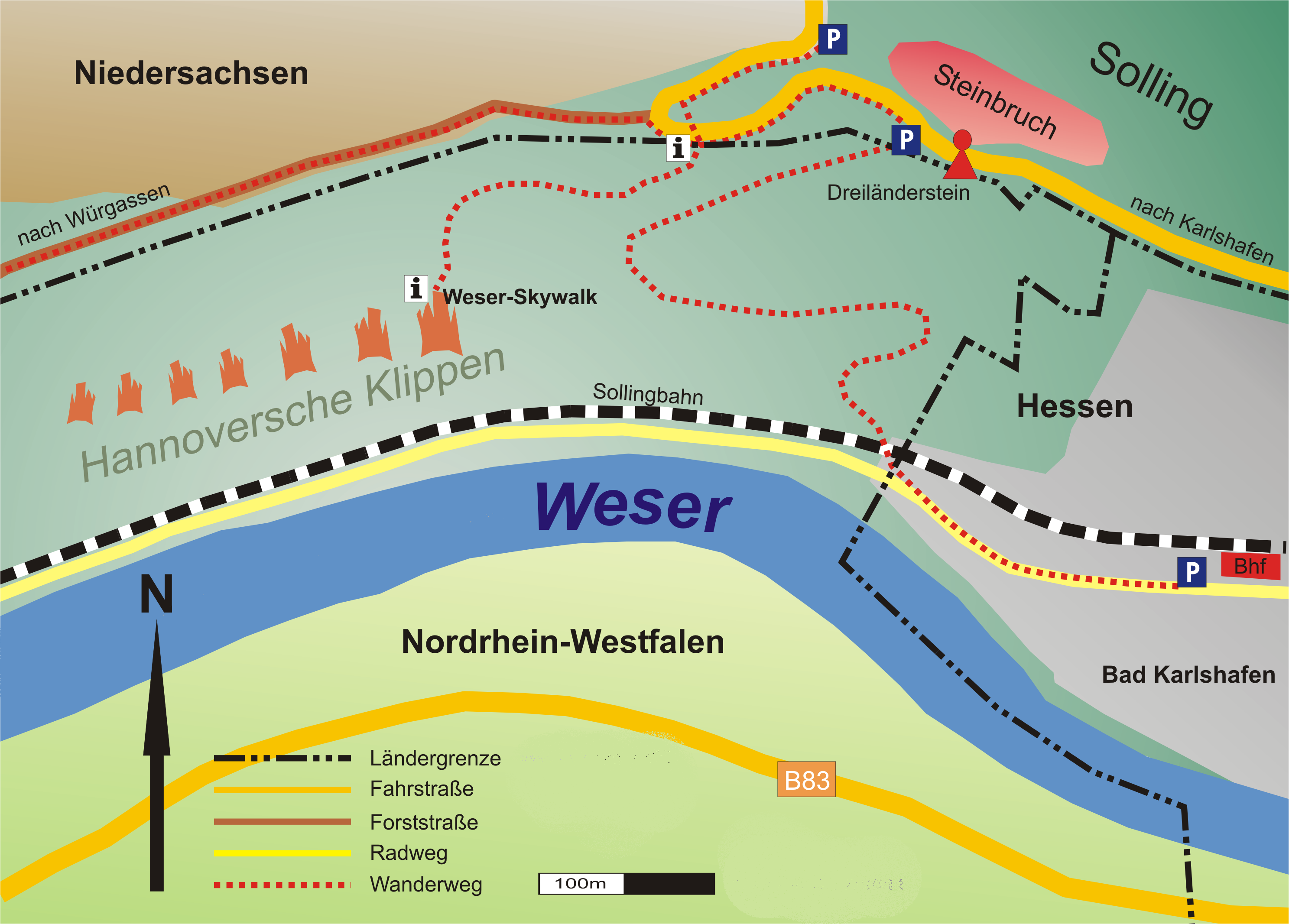
Situering Hannoversche Klippen. Links van het kaartgebied, in Noordrijn-Westfalen, ligt Würgassen.

Lauenförde is de enige van de vier deelgemeenten van de Samtgemeinde Boffzen, die aan een belangrijke hoofdweg (de Bundesstraße 241) ligt. In deze weg ligt een brug over de Wezer. Direct aan de overkant van deze brug, dus ten westen van Lauenförde, ligt Beverungen. Enkele kilometers ten oosten van Lauenförde ligt, bij Bad Karlshafen, een drielandenpunt van de deelstaten Hessen, Noordrijn-Westfalen en Nedersaksen.
Lauenförde en Beverungen delen sinds 1878 het station Lauenförde-Beverungen aan de spoorlijn Ottbergen - Northeim. Het station staat op het grondgebied van Lauenförde. Lauenförde is daarnaast per streekbus met Höxter verbonden; het stadje Beverungen ligt op loopafstand (1,5 km), en van daaruit rijden ook nog enige bussen naar omliggende plaatsen, alhoewel de frequentie daarvan buiten de spitsuren op werk- en schooldagen beperkt is.
Op de Wezer is in deze gemeente alleen pleziervaart en scheepvaart door toeristische rondvaartboten toegestaan.

## Economie
Een groot concern met de naam Interpane, dat in o.a. Duitsland en Frankrijk een aantal fabrieken van vensterglas (waaronder dubbelglas) e.d. bezit, heeft één fabriek, alsmede het hoofdkantoor en de researchafdeling gevestigd te Lauenförde. 
Het toerisme is daarna de belangrijkste bedrijfstak van Lauenförde.

## Geschiedenis
De naam van de plaats is wellicht van Löwenförde, Leeuwenvoorde, afgeleid, hetgeen in het gemeentewapen symbolisch zichtbaar is gemaakt.
In de middeleeuwen lag Lauenförde in het Vorstendom Göttingen, dat zelf weer deel uitmaakte van het Hertogdom Brunswijk-Lüneburg. De tot het huis Welfen behorende heer van dit gebied, hertog Ernst van Brunswijk-Göttingen, gaf het kasteel van Lauenförde aan drie plaatselijke ridders, broers van elkaar, in 1348 in leen. Het kasteel (dat niet meer bestaat) stond tegenover dat van het Prinsbisdom Paderborn, te Beverungen, aan de overkant van de Wezer. In 1447 werd het plaatsje tijdens oorlogsgeweld, samenhangende met de zogenaamde Soester Fehde, verwoest. 
Later, in de 16e en 17e eeuw, maakte Lauenförde tijdelijk deel uit van het Vorstendom Calenberg. In de eerste helft van de 16e eeuw was het een, naar verhouding tamelijk welvarend, vlek geworden met beperkte eigen rechtspraak en met marktrecht. Sedert de Reformatie van de 16e eeuw werd het gebied door overwegend protestantse heren geregeerd. Dat had tot gevolg, dat verreweg de meeste christenen in de gemeente tot op de huidige dag evangelisch-luthers zijn.
Tot plm. 1980 was in Lauenförde belangrijke houtverwerkende industrie gevestigd; er werden onder meer meubels en houten kinderwagens gefabriceerd.

## Bezienswaardigheden
- Vanuit het dorp kan men per stoomboot toeristische rondvaarten maken op de Wezer.
- De gemeente ligt aan de westflank van de grotendeels beboste bergrug Solling, die deel uitmaakt van het Wezerbergland. Hier zijn veel mogelijkheden voor, ook meerdaagse, wandel- en fietstochten. 
  - Zowel Lauenförde als Meinbrexen liggen aan de langeafstands-fietsroute Weser-Radweg.
  - Enkele kilometers ten zuidoosten van Lauenförde, bij Würgassen, gem. Beverungen, liggen de zeven rotspunten met de naam Hannoversche Klippen (zie bovenstaand kaartje).  Met name het op een van deze klippen in 2011 gereed gekomen uitzichtplatform Weser-Skywalk is een toeristische attractie, die veel bezoekers uit geheel Noord-Duitsland trekt. Men kan hier via verschillende wandelpaden vrij gemakkelijk naartoe lopen.
- Meinbrexen bezit een 16e-eeuws, aan Johannes de Doper gewijd, dorpskerkje. Ook de St. Marcuskerk van Lauenförde zelf is 16e-eeuws. Beide kerkgebouwen zijn evangelisch-luthers.
- In de naaste omgeving kan men te Boffzen het glasmuseum of te Fürstenberg (Weser) het kasteel met het daarin gevestigde porseleinmuseum bezichtigen.
- Een kleine meubelfabriek in Lauenförde, Tecta, exploiteert een op haar bedrijfsterrein gelegen museum op het gebied van meubel-design. Dit Kragstuhlmuseum is genoemd naar een type stoel zonder stoelpoten, dat veel lijkt op model 412 (1934) van Gispen. Dit museum wordt niet alleen bezocht vanwege zijn collectie. Het gebouw (2004) is het laatste ontwerp van het befaamde Londense architectenbureau van Alison en Peter Smithson, indertijd behorende tot de architectengroep Team 10. Het museumgebouw  wordt tot de belangrijkste producten van de architectuurrichting brutalisme in geheel Duitsland gerekend.

## Afbeeldingen

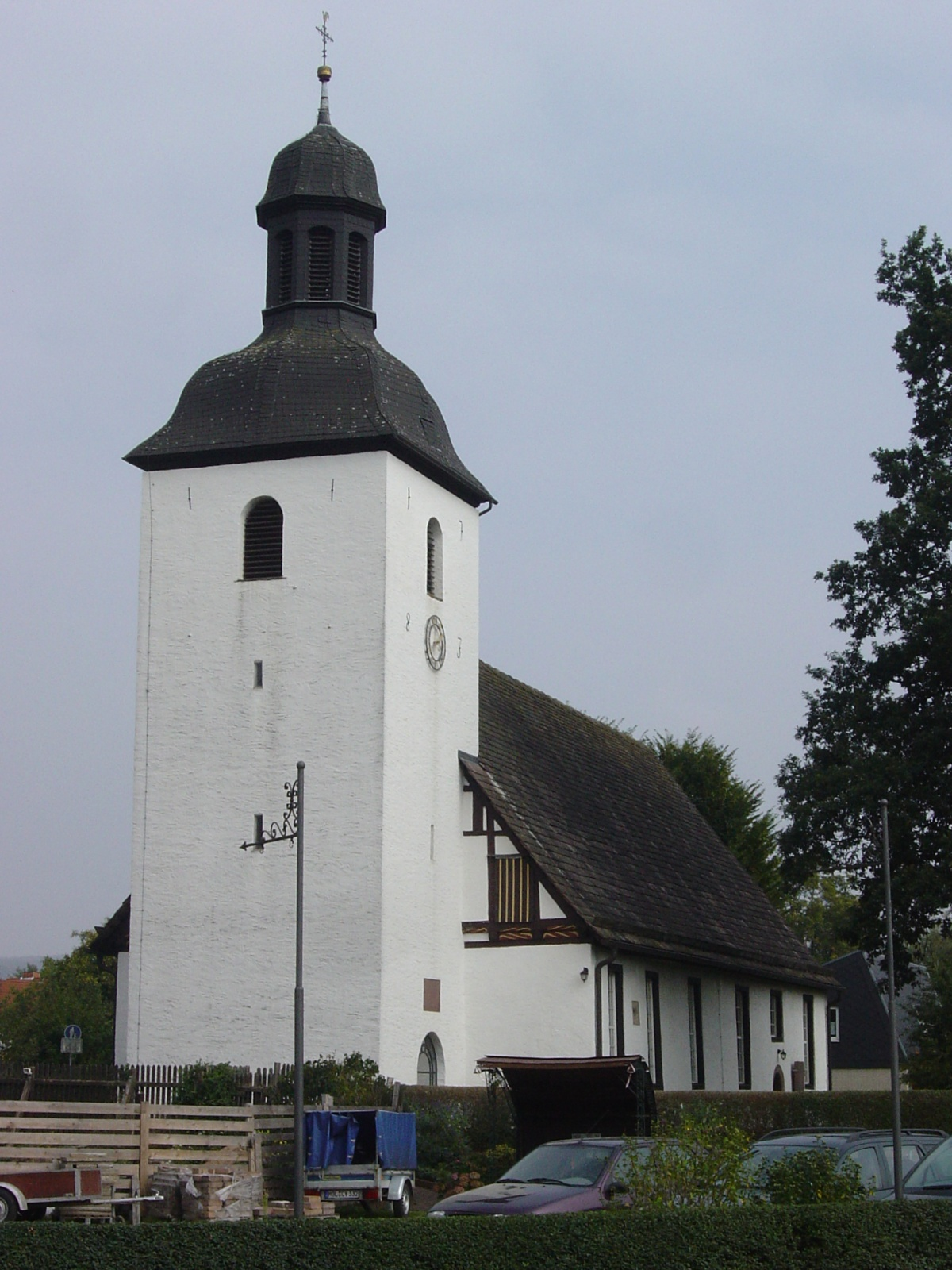
St. Marcuskerk, Lauenförde
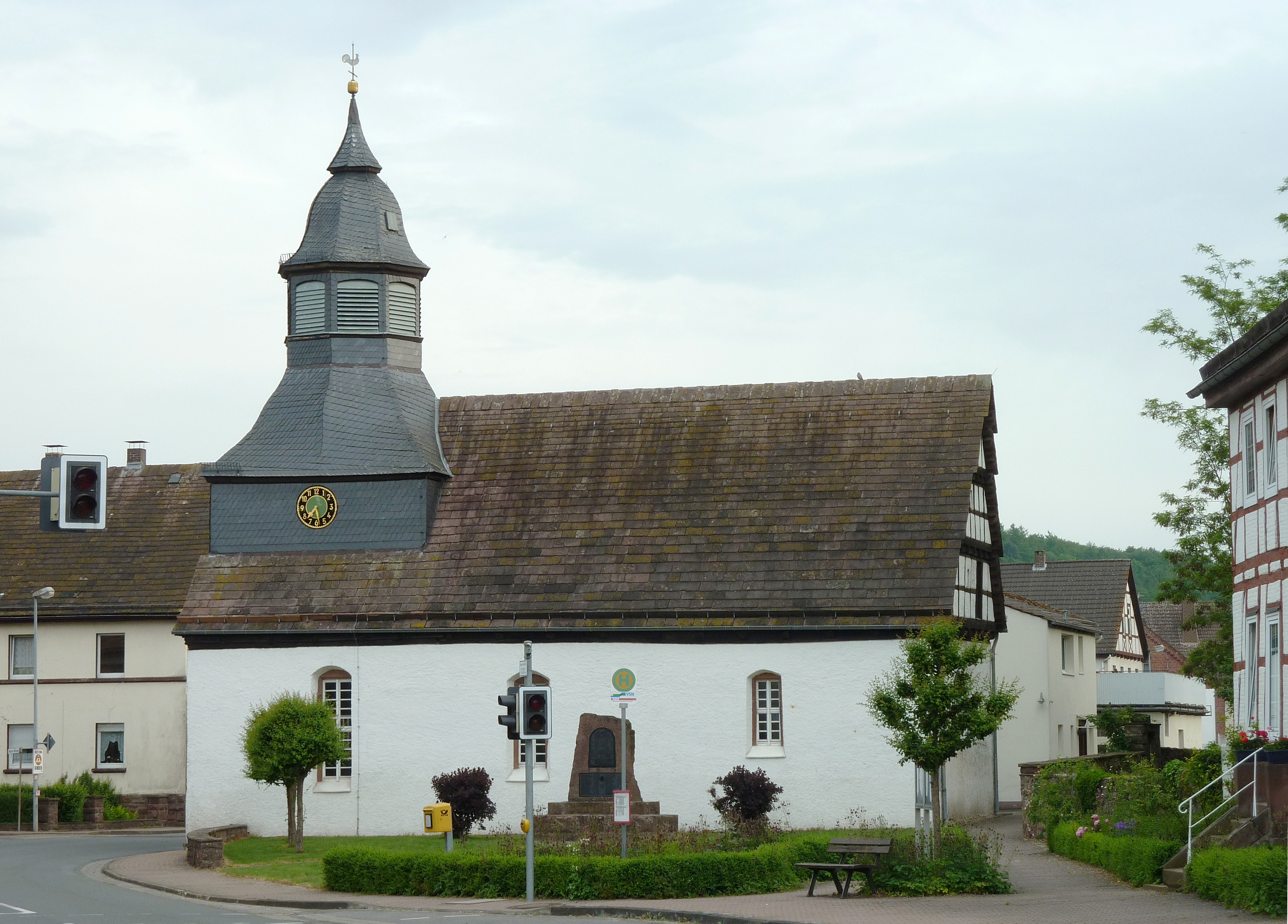
Johannes-de-Doperkerkje, Meinbrexen
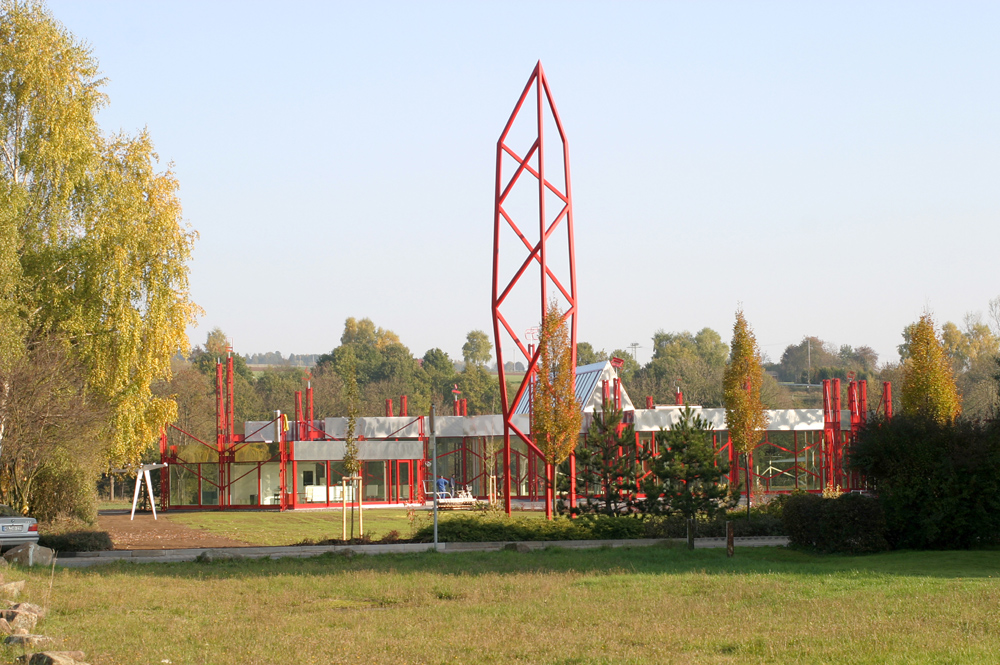
Tecta Kragstuhlmuseum (1)
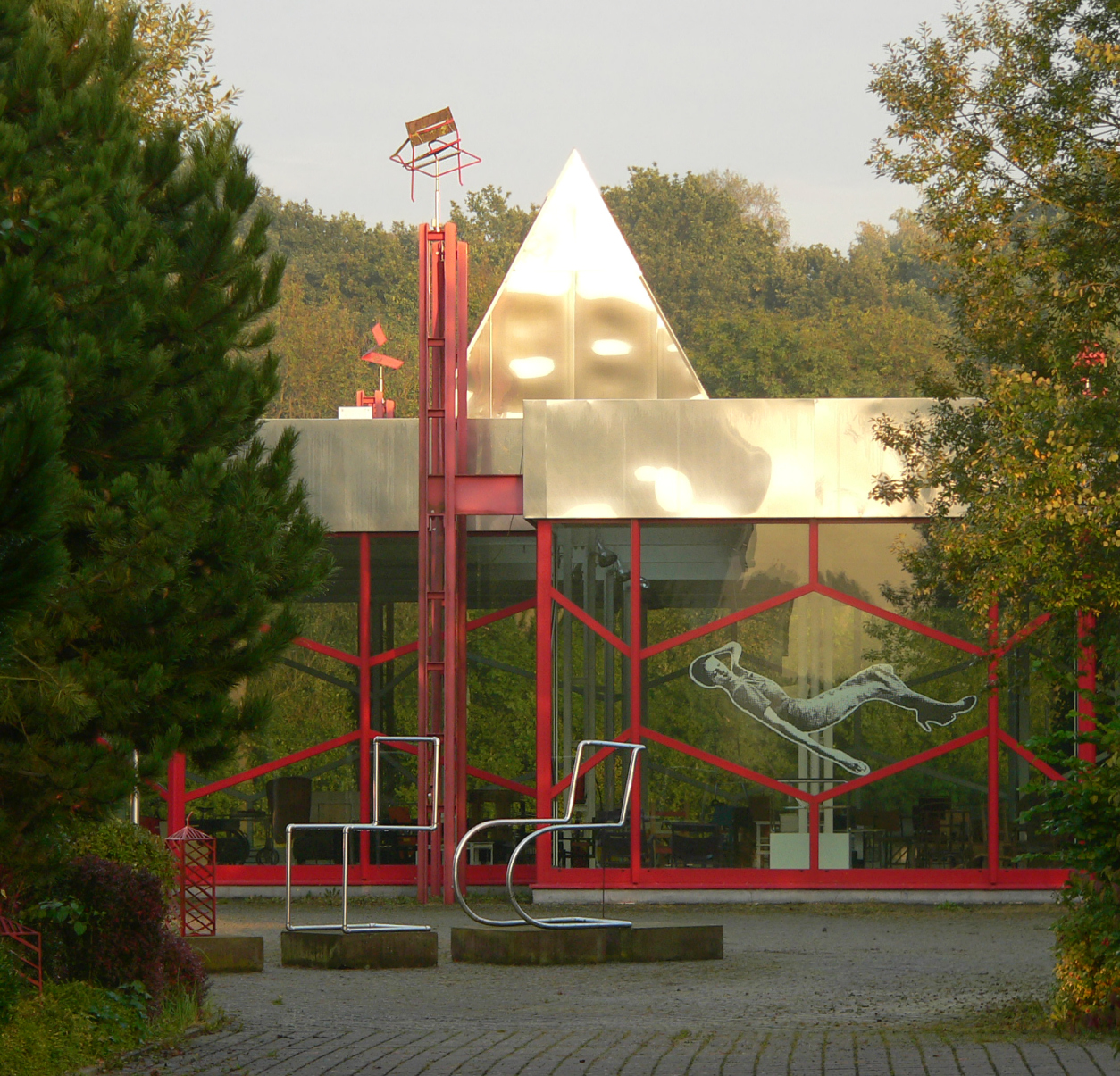
Tecta Kragstuhlmuseum (2)